# Finja Lipp
Finja Lipp (2003) es una deportista alemana que compite en ciclismo de montaña en la disciplina de campo a través. Ganó dos medallas de bronce en el Campeonato Europeo de Ciclismo de Montaña, en los años 2021 y 2022, en la prueba por relevos.

## Medallero internacional
| Campeonato Europeo | Campeonato Europeo | Campeonato Europeo | Campeonato Europeo         |
| Año                | Lugar              | Medalla            | Competición                |
| ------------------ | ------------------ | ------------------ | -------------------------- |
| 2021               | Novi Sad (Serbia)  | Medalla de bronce  | Campo a través por relevos |
| 2022               | Anadia (Portugal)  | Medalla de bronce  | Campo a través por relevos |